# Sidrolândia
Sidrolândia est une ville brésilienne de l'État du Mato Grosso do Sul. Sa population était estimée à 29 298 habitants en 2006. La municipalité s'étend sur 5 286 km2.

## Maires
| Période | Période | Identité     | Étiquette | Qualité |
| ------- | ------- | ------------ | --------- | ------- |
| 2009    | 2012    | Daltro Fiuza | PMDB      |         |